# Sebastiano Ronconi
Sebastiano Ronconi (Venècia, maig de 1814 - Milà, 6 de febrer de 1900) fou un baríton italià.
Fill del tenor Domenico Ronconi i germà del baríton Giorgio Ronconi. Va debutar a Lucca el 1836 i va tenir una reeixida carrera a Europa i Amèrica. Va cantar durant trenta-cinc anys i després ensenyà cant a Milà.